# Lulin-Observatorium
Das Lulin-Observatorium (鹿林天文台) ist eine Sternwarte, welche durch das Instituts für Astronomie der Zentralen Nationaluniversität (NCU) mit Hauptsitz in Taoyuan betrieben wird.
Es befindet sich auf der Spitze des Lulinqianshan (鹿林前山 – „Lulin-Vorberg“) in 2862 Metern Höhe an der Grenze der Gemeinden Xinyi (Landkreis Nantou) und Alishan (Landkreis Chiayi), knapp 8 Kilometer Luftlinie vom Gipfel des Yushan, des höchsten Berges Taiwans, entfernt.
Am 11. Juli 2007 wurde dort der Komet C/2007 N3 (Lulin) entdeckt.

## Baugeschichte und Zweck
Die Standortauswahl erfolgte im Rahmen eines durch den Nationalen Wissenschaftsrat Taiwans finanzierten Projektes in den Jahren 1989 bis 1992. Das auf dem Campus der NCU betriebene 24-Zoll-Teleskop sollte an einen geeigneteren Ort verlegt werden. Dazu wurden systematisch Wetterstationsdaten und Infrarot-Satellitenbilder Taiwans ausgewertet. Acht Standorte kamen in die nähere Auswahl. An potentiellen Standorten wurden CCD-Kameras installiert, die in regelmäßigen Abständen über drei Jahre hinweg Bilder aufnahmen. Die Entscheidung fiel für den Lulinqianshan. Das Hauptkriterium waren dabei die Sichtverhältnisse, aber auch die Erreichbarkeit des Standortes.
Das Observatorium wurde am 16. Januar 1999 nach achtjähriger Bauzeit in Betrieb genommen. Die freie Nachtsicht betrug durchschnittlich 1,39 Bogensekunden mit etwa 200 klaren Nächten pro Jahr. Die Himmelshelligkeit betrug 20,72 Mag/arcsec² im V-Band und 21,22 Mag/arcsec² im B-Band.
Das Lulin-Observatorium dient Forschungs- und Ausbildungszwecken. Ein an der NCU konstruiertes 76 cm sogenanntes Super-Light-Teleskop und 4 roboterbetriebene Teleskope dienen vor allem zur Beobachtung von Objekten des Kuiper-Gürtels. Die letztgenannten kommen im Rahmen der Taiwanese–American Occultation Survey (TAOS) zum Einsatz, die eine Erfassung von Kometen im äußeren Sonnensystem zum Ziel hat.

## Teleskope
- LOT Cassegrain (Apertur 1 m)
- SLT (Apertur 76 cm) jetzt RCC (Apertur 41 cm)
- Vier TAOS Roboterteleskope (Apertur 50 cm, f/1.9)

## Projekte
- Taiwan-America Occultation Survey (TAOS)
- Lulin Emission Line Imaging Survey (LELIS)
- Lulin Sky Survey (LUSS) (Memento vom 21. Januar 2013 im Internet Archive)